# Kyle Ming
Kyle Ming (Kingston, 25 de enero de 1999) es un futbolista jamaicano que juega en la demarcación de defensa para el Mount Pleasant FA de la Liga Premier Nacional de Jamaica.

## Selección nacional
El 11 de noviembre de 2023 hizo su debut con la selección de Jamaica en un partido amistoso contra Guatemala que finalizó con un resultado de empate a cero.

## Clubes
| Club              | País    | Año       | Partidos | Goles |
| ----------------- | ------- | --------- | -------- | ----- |
| Cavalier SC       | Jamaica | 2018-2024 | 153      | 6     |
| Mount Pleasant FA | Jamaica | 2024-     | 40       | 3     |